# Magdalena Röck
Magdalena Röck (* 15. března 1994) je rakouská reprezentantka ve sportovním lezení a vítězka Rock Masteru. Juniorská mistryně světa i Evropy a vítězka Evropského poháru juniorů v lezení na obtížnost. Bronzové medaile získala na mistrovství světa i v celkovém hodnocení světového poháru. Trénoval ji Martin Hammerer, sportovnímu lezení se věnuje také její mladší bratr Bernhard Röck (* 1996), juniorský mistr světa.

## Výkony a ocenění
- 2011, 2014: nominace na prestižní světové závody Rock Master v italském Arcu, které vyhrála v roce 2014

### Závodní výsledky
| Arco Rock Master | Arco Rock Master | Arco Rock Master |
| Rok              | 2011             | 2014             |
| ---------------- | ---------------- | ---------------- |
| Obtížnost        | —                | 1                |
| Duel             | 8                | —                |

| Mistrovství světa | Mistrovství světa | Mistrovství světa | Mistrovství světa | Mistrovství světa |
| Rok               | 2011              | 2012              | 2014              | 2016              |
| ----------------- | ----------------- | ----------------- | ----------------- | ----------------- |
| Obtížnost         | 3                 | 12-14             | 3                 | 7-8               |

| Světový pohár       | Světový pohár   | Světový pohár          | Světový pohár     | Světový pohár       | Světový pohár    | Světový pohár        | Světový pohár     | Světový pohár       |
| Rok                 | 2010            | 2011                   | 2012              | 2013                | 2014             | 2015                 | 2016              | 2017                |
| ------------------- | --------------- | ---------------------- | ----------------- | ------------------- | ---------------- | -------------------- | ----------------- | ------------------- |
| Obtížnost           | 40-41           | 18                     | 8                 | 4                   | 3                | 15                   | 4                 | 36                  |
| jednotlivě* (2/4/3) | 22,-, -,-, -,37 | -,-,7,-, -,4,-, -,-,13 | 14,11,7, · 4,13,, | 5,8,, · 6,,8, · 5,8 | 9,5,4, · 4,, · , | 11,7,9, 19,24, 10,26 | -,9,9, · , · 5,4  | ,48,17,25,21,39,32, |
|                     |                 |                        |                   |                     |                  |                      |                   |                     |
| Bouldering          | —               | —                      | —                 | —                   | —                | —                    | 0                 | —                   |
| jednotlivě*         | —               | —                      | —                 | —                   | —                | —                    | -,-,39-40,-,-,-,- | —                   |
|                     |                 |                        |                   |                     |                  |                      |                   |                     |
| Kombinace           | —               | —                      | —                 | —                   | —                | —                    | —                 | 96-98*              |

* poznámka: nalevo jsou poslední závody v roce;
v roce 2017 se kombinace počítala i za jednu disciplínu
| Mistrovství Evropy | Mistrovství Evropy | Mistrovství Evropy | Mistrovství Evropy |
| Rok                | 2010               | 2013               | 2015               |
| ------------------ | ------------------ | ------------------ | ------------------ |
| Obtížnost          | 15                 | 7                  | 20                 |

| Mistrovství světa juniorů | Mistrovství světa juniorů | Mistrovství světa juniorů | Mistrovství světa juniorů | Mistrovství světa juniorů |
| Rok                       | 2010 kat. A               | 2011 kat. A               | 2012 juniorky             | 2013 juniorky             |
| ------------------------- | ------------------------- | ------------------------- | ------------------------- | ------------------------- |
| Obtížnost                 | 3                         | 1                         | 2                         | 1                         |

| Mistrovství Evropy juniorů | Mistrovství Evropy juniorů | Mistrovství Evropy juniorů |
| Rok                        | 2012 juniorky              | 2013 juniorky              |
| -------------------------- | -------------------------- | -------------------------- |
| Obtížnost                  | 1                          | 1                          |

| Evropský pohár juniorů | Evropský pohár juniorů | Evropský pohár juniorů | Evropský pohár juniorů | Evropský pohár juniorů |
| Rok                    | 2008 kat. B            | 2009 kat. B            | 2010 kat. A            | 2011 kat. A            |
| ---------------------- | ---------------------- | ---------------------- | ---------------------- | ---------------------- |
| Obtížnost              | 2                      | 2                      | 2                      | 1                      |
| jednotlivě*            |                        |                        |                        |                        |

* poznámka: nalevo jsou poslední závody v roce